# Fuchsstadt
Fuchsstadt ist eine Gemeinde und ein Pfarrdorf im unterfränkischen Landkreis Bad Kissingen (Bayern) und ein Mitglied der Verwaltungsgemeinschaft Elfershausen.

## Geographie

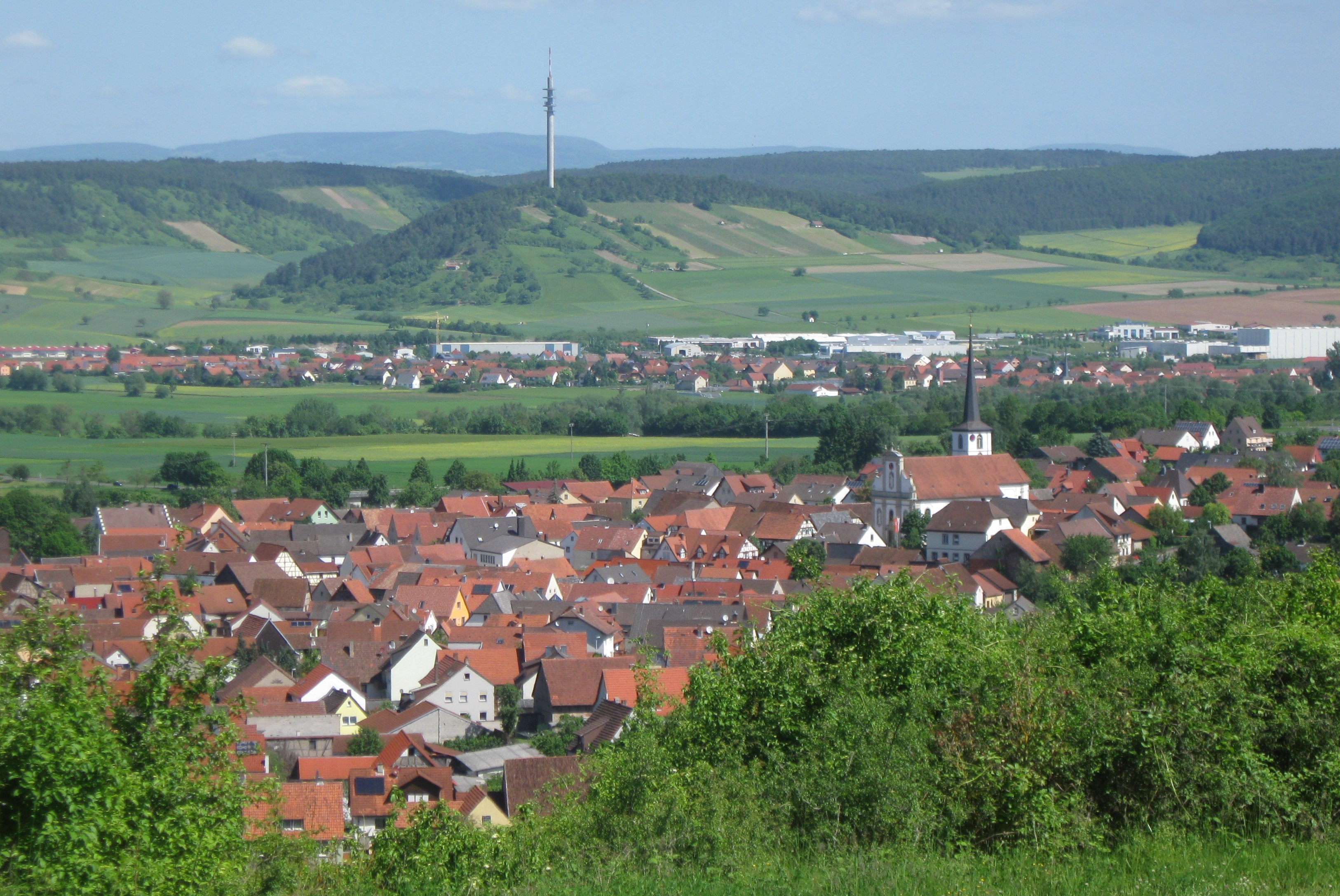
Fuchsstadt Juni 2010

Die Gemeinde liegt im Tal der Fränkischen Saale, das von den Ausläufern der Bayerischen Rhön umschlossen wird. Von der Kohlenbergkapelle, in deren Nähe seltene Silberdisteln und Küchenschellen wachsen, hat man Aussicht auf den Ort, das Saaletal, Schloss Saaleck, Hammelburg und dessen Weinberge, die Erdfunkstelle der Firma Intelsat sowie den Sodenberg als höchste Erhebung. Ein Waldlehrpfad führt durch den Fuchsstädter (Im Dialekt: Fuschter) Wald und zeigt die abwechslungsreiche heimische Fauna und Flora. In der Nähe liegen viele Sehenswürdigkeiten, z. B. die Trimburg, Schloss Saaleck, Ruine Botenlauben. Auch der Kreuzberg in der Rhön und die Städte Würzburg, Schweinfurt und Bad Kissingen sind nicht weit. Die Gemeinde besteht nur aus dem Hauptort, es gibt keine weiteren Gemeindeteile. Durch Fuchsstadt verläuft der Fränkische Marienweg.

## Name

### Etymologie
Fälschlicherweise wird oft angenommen, der Name Fuchsstadt hat etwas mit einem Fuchs, der auch im Gemeindewappen abgebildet ist, zu tun. Der Name besteht aber aus dem Personennamen des Ortsgründers Fusso und dem althochdeutschen Grundwort stat, das Wohnstätte bedeutet. Als Erklärung ergibt sich daraus „Wohnstätte des Fusso“.

### Frühere Schreibweisen
Frühere Schreibweisen des Ortes aus diversen historischen Karten und Urkunden:
| - 907 Phusestat - 923 Fussesstat - 1165 Fustat - 1217 Fuchstat - 1281 Vustat | - 1298 Fustat - 1301 Fuchstat - 1303 Fuhstat - 1350 Fuhstat an der Sal - 1516 Fuchsstatt - 1747 Fuchsstadt |

## Geschichte
Erstmals urkundlich erwähnt wurde Fuchsstadt 907 als Phusestat in einer Urkunde des ostfränkischen Königs Ludwig das Kind, welche einen Gütertausch zwischen dem Kloster Echternach und dem Kloster Fulda bestätigt.

### Bis zur Gemeindegründung
Das ehemalige Amt des Hochstiftes Würzburg, das zum Fränkischen Reichskreis gehörte, kam bei der Säkularisation 1803 zu Bayern, wurde 1805 Erzherzog Ferdinand von Toskana zur Bildung des Großherzogtums Würzburg überlassen und fiel mit diesem 1814 endgültig an Bayern. Im Zuge der Verwaltungsreformen in Bayern entstand mit dem Gemeindeedikt von 1818 die heutige Gemeinde.

### Religionen
Fuchsstadt ist Sitz der römisch-katholischen Pfarrei Mariä Himmelfahrt.

### Einwohnerentwicklung
- 1961: 1419 Einwohner
- 1970: 1339 Einwohner
- 1987: 1446 Einwohner
- 1991: 1602 Einwohner
- 1995: 1690 Einwohner
- 2000: 1812 Einwohner
- 2005: 1851 Einwohner
- 2010: 1848 Einwohner
- 2015: 1848 Einwohner

Im Zeitraum 1988 bis 2018 stieg die Einwohnerzahl von 1482 auf 1826 um 344 Einwohner bzw. um 23,2 % – der höchste prozentuale Zuwachs im Landkreis im genannten Zeitraum.
Quelle: BayLfStat

## Politik

### Gemeinderat
Seit der Kommunalwahl 2020 sind die Sitze im Gemeinderat wie folgt verteilt (in Klammern die Mandate in der Amtszeit 2014–2020):
- UWG: 5 Sitze (4)
- ZAG: 4 Sitze (0)
- CSU: 3 Sitze (6)
- Freie Wähler: 0 Sitze (2)

### Bürgermeister
René Gerner (ZAG (Zukunft Aktiv Gestalten)) ist seit 1. Mai 2020 Erster Bürgermeister; dieser wurde in der Stichwahl am 29. März 2020 mit 56,0 % der Stimmen gewählt. Seine Vorgänger waren
- Peter Hart (Unabhängige Wählergemeinschaft) von 2002 bis 2020
- Josef Hugo (CSU) von 1984 bis 2002
- Alexander Bayer (CSU) von 1954 bis 1984

### Wappen
| Wappen von Fuchsstadt | Blasonierung: „In Rot zwei silberne Balken, aufgelegt ein von Gold und Rot wechselnd geteilter Fuchs.“ |
| Wappen von Fuchsstadt | Wappenbegründung: Der Fuchs steht redend für den Ortsnamen. Die beiden silbernen Balken im roten Feld sind das Wappen der Herren von Fuchsstadt. Dieses Ortsadelsgeschlecht war mit den fuldischen Besitzungen im Gemeindegebiet belehnt. Das Fürststift Fulda ist seit 907 in Fuchsstadt belegt. Dieses Wappen wird seit 1959 geführt. |

## Kultur und Sehenswürdigkeiten

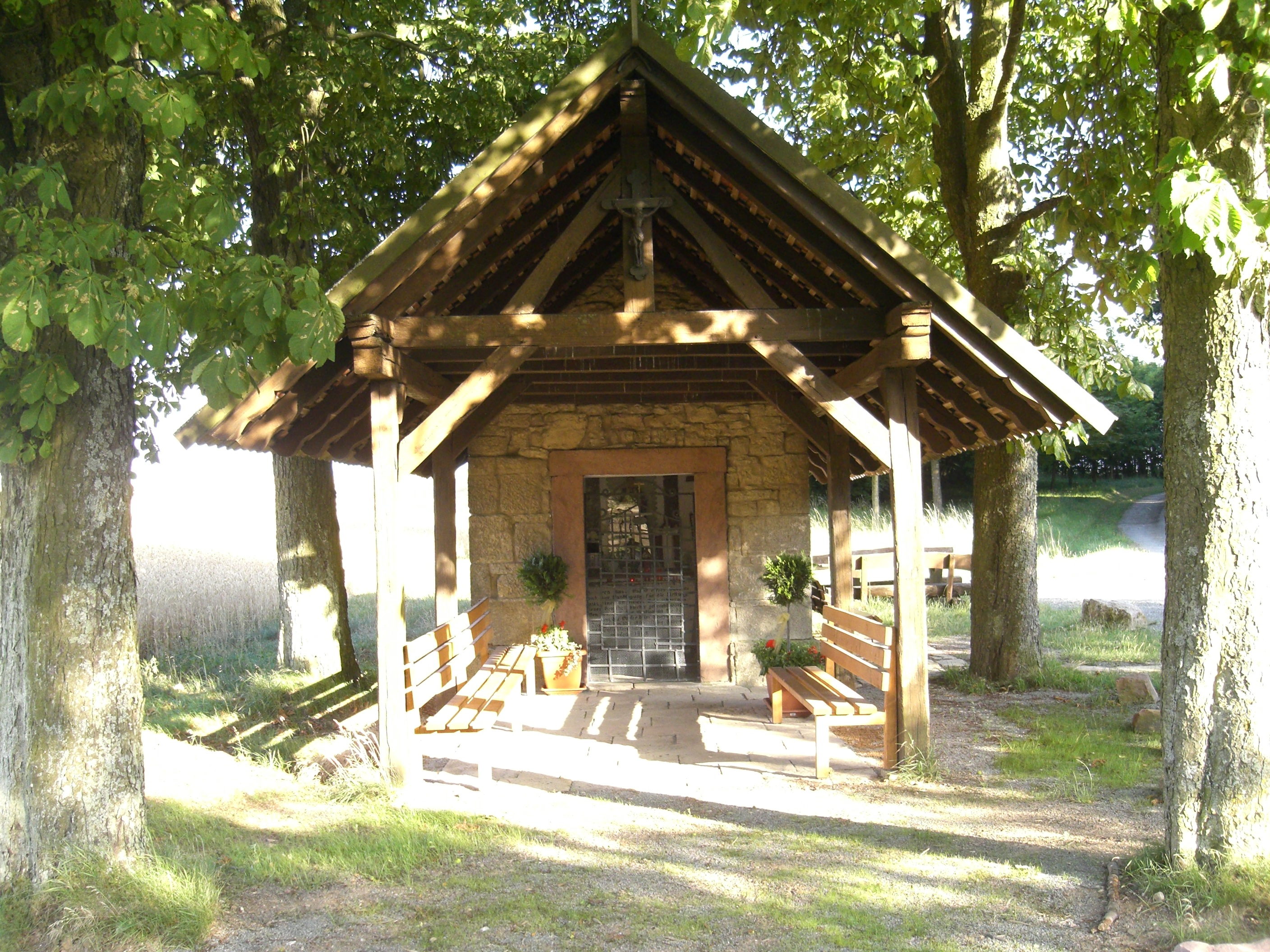
Kapelle

- Lauerbachskapelle in der Nähe der Staatsstraße St2293 Richtung Greßthal
- Franzosenkapelle, an der Ausfahrt nach Hammelburg
- Kohlenbergkapelle, auf dem Kohlenberg gelegen
- Erdfunkstelle der Firma Intelsat
- Dorfbrunnen
- Pfarrkirche Mariä Himmelfahrt (mit Julius-Echter-Turm)
- Dorfmuseum bzw. Heimatmuseum[9][10]

## Wirtschaft und Infrastruktur

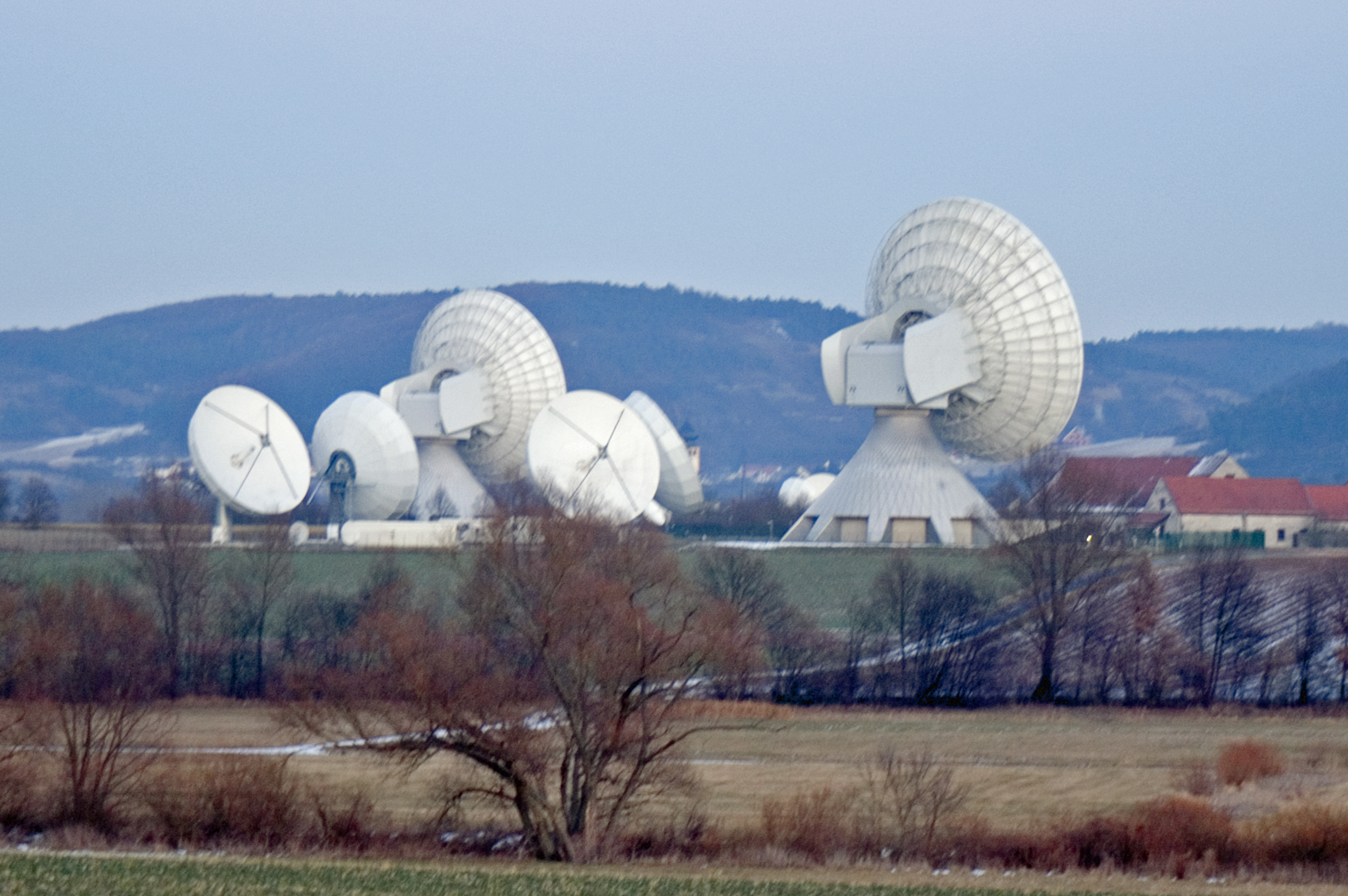
Erdfunkstelle (Blick von Hammelburg)

Die auffälligste Wirtschaftseinrichtung in Fuchsstadt ist wohl die Erdfunkstelle Fuchsstadt, die sich heute im Besitz der Firma Intelsat befindet. Vor allem die beiden Klasse-A-Antennen mit 32 Meter Durchmesser sind schon fast so etwas wie das Wahrzeichen von Fuchsstadt.

### Verkehr
Fuchsstadt ist leicht über die Bundesautobahn 7 auf der Bundesstraße 287 zu erreichen. Durch das benachbarte Hammelburg verläuft die Bahnstrecke Gemünden–Bad Kissingen.

### Bildung
2005 gab es folgende Einrichtungen:
- Kindergärten: 75 Kindergartenplätze mit 50 Kindern
- Katharinen-Schule (private Förderschule)
- Saaletalschule (Außenstelle Sozialpädagogisches Förderzentrum)
- Grundschule Fuchsstadt (Johannes-Petri-Volksschule)
- Mehrgenerationenhaus
- Pfarrbibliothek

## Persönlichkeiten
- Salomon Wohl (1818–1902), Schulgründer, geboren in Fuchsstadt